# Международная музыкальная премия Харриет Коэн
Международная музыкальная премия Харриет Коэн (англ. Harriet Cohen International Music Award) — награда в области академической музыки, учреждённая в 1951 году британским композитором Арнольдом Баксом и переданная им в распоряжение пианистки Харриет Коэн, с которой его связывали длившиеся несколько десятилетий любовные отношения. Коэн умерла в 1967 г., и премия была в последний раз вручена в 1968 г. В 1990-е гг. была учреждена Мемориальная премия Харриет Коэн (англ. Harriet Cohen Memorial Award) — это другая награда.
Премии вручались в различных номинациях, часть из которых были именными: Медаль имени Сибелиуса в области композиции, Бетховенская медаль для пианистов и т. д.
Среди лауреатов премии были, в частности, пианисты Филипп Антремон (1951), Бетти Джин Хаген (1952), Ингрид Хеблер (1954), Жак Клейн (1955), Адам Харасевич (1957), Глен Гульд, Тео Брёйнс и Идиль Бирет (1959), Хоакин Ачукарро (1960), Байрон Дженис и Йонти Соломон (1962), Владимир Ашкенази и Норма Фишер (1963), композитор Ахмед Аднан Сайгун и флейтист Петер Лукас Граф (1958), органист Пит Кее (1960), скрипач Арве Теллефсен (1962).